# Paraplastocerus articulatus
Paraplastocerus articulatus är en tvåvingeart som beskrevs av Hollande, Cachon och Vaillant 1952. Paraplastocerus articulatus ingår i släktet Paraplastocerus och familjen spyflugor.
Artens utbredningsområde är Centralafrikanska republiken. Inga underarter finns listade i Catalogue of Life.